# TOP OF THE SUMMER
『TOP OF THE SUMMER』（トップ・オブ・ザ・サマー）は、D-51のメジャー1作目のシングル。2004年7月7日発売。

## 概要
メジャー・デビュー作。

## タイアップ
フジテレビ系列「HEY!HEY!HEY! MUSIC CHAMP」2004年6・7月エンディングテーマ。

## 収録曲
全曲作曲・編曲：生熊朗
1. TOP OF THE SUMMER
  - 作詞：吉田安英
2. Another Day
  - 作詞：上里優
3. 7 Fall 8 Rise （七転八起）
  - 作詞：吉田安英
4. TOP OF THE SUMMER－Back Track－